# Chromoprotéine
Une chromoprotéine est une hétéroprotéine composée d’une protéine et d’un groupement prosthétique coloré.
Selon la nature de ce pigment, on distingue :
- les chromoprotéines porphyriniques telles que les hémoprotéines ;
- les chromoprotéines non porphyriniques telles que les caroténoprotéines et les  flavoprotéines.